# Giải vô địch bóng đá thế giới 1930 (Bảng 4)
Bảng 4 Giải vô địch bóng đá thế giới 1930 bắt đầu từ ngày 13 tháng 7 năm 1930 và kết thúc vào ngày 20 tháng 7 năm 1930. Hoa Kỳ đứng đầu bảng, giành quyền chơi trận bán kết. Paraguay và Bỉ đều bị loại.

## Bảng xếp hạng
| Đội      | Pld | W | D | L | GF | GA | GD | Pts |
| -------- | --- | - | - | - | -- | -- | -- | --- |
| Hoa Kỳ   | 2   | 2 | 0 | 0 | 6  | 0  | +6 | 4   |
| Paraguay | 2   | 1 | 0 | 1 | 1  | 3  | −2 | 2   |
| Bỉ       | 2   | 0 | 0 | 2 | 0  | 4  | −4 | 0   |

## Hoa Kỳ vs Bỉ
| Hoa Kỳ                                  | 3–0      | Bỉ |
| --------------------------------------- | -------- | -- |
| McGhee 23' · Florie 45' · Patenaude 69' | Chi tiết |    |

| HOA KỲ:                 |    |                  |
|                         |    |                  |
| GK                      | 1  | Jimmy Douglas    |
| DF                      | 2  | Alexander Wood   |
| MF                      | 3  | Andy Auld        |
| FW                      | 4  | Bart McGhee      |
| FW                      | 5  | Bert Patenaude   |
| MF                      | 6  | Billy Gonsalves  |
| DF                      | 7  | George Moorhouse |
| MF                      | 8  | Jim Brown        |
| DF                      | 9  | Jimmy Gallagher  |
| DF                      | 10 | Raphael Tracey   |
| FW                      | 11 | Tom Florie (c)   |
| Huấn luyện viên trưởng: |    |                  |
| Robert Millar           |    |                  |

| BỈ:                     |    |                   |
|                         |    |                   |
| GK                      | 1  | Arnold Badjou     |
| MF                      | 2  | August Hellemans  |
| FW                      | 3  | Bernard Voorhoof  |
| FW                      | 4  | Ferdinand Adams   |
| FW                      | 5  | Jacques Moeschal  |
| FW                      | 6  | Jan Diddens       |
| MF                      | 7  | Jean De Clercq    |
| FW                      | 8  | Louis Versyp      |
| DF                      | 9  | Nic Hoydonckx     |
| MF                      | 10 | Pierre Braine (c) |
| DF                      | 11 | Theodore Nouwens  |
| Huấn luyện viên trưởng: |    |                   |
| Hector Goetinck         |    |                   |

| Trợ lý trọng tài: Francisco Mateucci (Uruguay) Alberto Warnken (Chile) |

## Hoa Kỳ vs Paraguay
| Hoa Kỳ                  | 3–0      | Paraguay |
| ----------------------- | -------- | -------- |
| Patenaude 10', 15', 50' | Chi tiết |          |

| HOA KỲ:                 |    |                  |
|                         |    |                  |
| GK                      | 1  | Jimmy Douglas    |
| DF                      | 2  | Alexander Wood   |
| MF                      | 3  | Andy Auld        |
| FW                      | 4  | Bart McGhee      |
| FW                      | 5  | Bert Patenaude   |
| MF                      | 6  | Billy Gonsalves  |
| DF                      | 7  | George Moorhouse |
| MF                      | 8  | Jim Brown        |
| DF                      | 9  | Jimmy Gallagher  |
| DF                      | 10 | Raphael Tracey   |
| FW                      | 11 | Tom Florie (c)   |
| Huấn luyện viên trưởng: |    |                  |
| Robert Millar           |    |                  |

| PARAGUAY:               |    |                        |
|                         |    |                        |
| GK                      | 1  | Modesto Denis          |
| FW                      | 2  | Aurelio González       |
| FW                      | 3  | Delfín Benítez Cáceres |
| FW                      | 4  | Diógenes Domínguez     |
| MF                      | 5  | Eusebio Díaz           |
| MF                      | 6  | Francisco Aguirre      |
| DF                      | 7  | José Miracca           |
| FW                      | 8  | Lino Nessi             |
| FW                      | 9  | Luis Vargas Peña (c)   |
| DF                      | 10 | Quiterio Olmedo        |
| MF                      | 11 | Romildo Etcheverry     |
| Huấn luyện viên trưởng: |    |                        |
| José Durand Laguna      |    |                        |

| Trợ lý trọng tài: Martin Aphesteguy (Uruguay) Anibal Tejada (Uruguay) |

## Paraguay vs Bỉ
| Paraguay        | 1–0      | Bỉ |
| --------------- | -------- | -- |
| Vargas Peña 40' | Chi tiết |    |

| PARAGUAY:               |    |                        |
|                         |    |                        |
| GK                      | 1  | Pedro Benítez          |
| FW                      | 2  | Aurelio González       |
| FW                      | 3  | Delfín Benítez Cáceres |
| MF                      | 4  | Eusebio Díaz           |
| FW                      | 5  | Gerardo Romero         |
| FW                      | 6  | Lino Nessi             |
| FW                      | 7  | Luis Vargas Peña (c)   |
| DF                      | 8  | Quiterio Olmedo        |
| DF                      | 9  | Salvador Flores        |
| MF                      | 10 | Santiago Benítez       |
| MF                      | 11 | Tranquilino Garcete    |
| Huấn luyện viên trưởng: |    |                        |
| José Durand Laguna      |    |                        |

| BỈ:                     |    |                   |
|                         |    |                   |
| GK                      | 1  | Arnold Badjou     |
| MF                      | 2  | August Hellemans  |
| FW                      | 3  | Ferdinand Adams   |
| FW                      | 4  | Gérard Delbeke    |
| DF                      | 5  | Henri De Deken    |
| FW                      | 6  | Jacques Moeschal  |
| FW                      | 7  | Jan Diddens       |
| FW                      | 8  | Louis Versyp      |
| DF                      | 9  | Nic Hoydonckx     |
| MF                      | 10 | Pierre Braine (c) |
| DF                      | 11 | Theodore Nouwens  |
| Huấn luyện viên trưởng: |    |                   |
| Hector Goetinck         |    |                   |

| Trợ lý trọng tài: José Macías (Argentina) Domingo Lombardi (Uruguay) |